# Provincia anglicana di Cristo Re
La provincia anglicana di Cristo Re ((EN)   Anglican Province of Christ the King o APCK) è una Chiesa del Movimento anglicano di continuazione che mantiene forme tradizionali di dottrina e liturgia. È considerata una delle giurisdizioni più anglo-cattoliche del movimento di continuazione.

## Storia
Alla fondazione del Movimento anglicano di continuazione nel 1977, al congresso di Saint Louis, alle quattro diocesi esistenti fu proposta la ratifica di una costituzione per una nuova Chiesa anglicana in Nord America. Le due diocesi che ratificarono la costituzione adottarono in seguito il nome Chiesa anglicana cattolica. Le due che non ratificarono a causa di preoccupazioni in merito al rischio che il ruolo dei vescovi della nuova chiesa fosse eccessivamente ristretto, decisero di continuare ad utilizzare il nome originale del movimento. Una di queste diocesi non ratificanti, la diocesi degli stati sud-orientali, si dissolse in breve tempo lasciando soltanto la diocesi di Cristo Re sotto il proprio vescovo ordinario, il californiano Robert Morse.

## Nome
Quando la Chiesa si espanse diventando una giurisdizione di carattere nazionale, fu adottato un nuovo nome, provincia di Cristo Re. Più di recente, la provincia divenne nota come la provincia anglicana di Cristo Re.

## Parrocchie
La provincia anglicana di Cristo Re ha più di 40 parrocchie, quattro diocesi organizzate geograficamente ed un seminario situato nei pressi dell'Università della California a Berkeley. Il 29 giugno 2007 James E. Provence fu eletto successore dell'arcivescovo Morse in seguito al ritiro di quest'ultimo dal ruolo di arcivescovo della provincia. Morse continua a servire come prevosto del Seminario teologico anglicano di San Giuseppe d'Arimatea, che egli collaborò a fondare nel 1979.
Il 25 luglio 2007 la diocesi orientale lasciò la provincia, unendosi alla Chiesa anglicana in America. Diverse parrocchie decisero di rimanere all'interno della chiesa originaria, e fondarono una nuova diocesi orientale governata pro-tempore dall'arcivescovo Provence.